# Епархия Аруа
Епархия Аруа (лат. Dioecesis Aruaënsis) — епархия Римско-Католической Церкви с центром в городе Аруа, Уганда. Епархия Аруа входит в митрополию Гулу. Кафедральным собором епархии Аруа является церковь Святейшего Сердца Иисуса в городе Аруа.

## История
23 июня 1958 года Римский папа Пий XII издал буллу Qui summam, которой учредил епархию Аруа, выделив её из епархии Гулу.
23 февраля 1996 года епархия Аруа передала часть своей территории для возведения новой епархии Небби.

## Ординарии епархии
- епископ Angelo Tarantino MCCI[1] (12.02.1959 — 1984);
- епископ Frederick Drandua (27.05.1986 — 19.08.2009);
- епископ Sabino Ocan Odoki (20.10.2010 — по настоящее время).

## Источник
- Annuario Pontificio, Libreria Editrice Vaticana, Città del Vaticano, 2003, ISBN 88-209-7422-3
- Булла Qui summam, AAS 51 (1959), стр. 28  (лат.)